# Арнолд Ван Генеп
Арнолд Ван Генеп (Лудвисбург, 23. април 1873. - Бур Ла Рен, 7. мај 1957) је био француски антрополог и представљао је једног од најпознатијих учењака антропологије 19. века. Поставио је темељне доприносе у анализама обреда прелаза. Велики допринос је дао фолклору. Због њега, етнографска студија фолклора почиње да се изучава као научна дисциплина у Француској.

## Биографија
Рођен је у Немачкој, у породици холандског порекла. Мајка му је остала удовица, али се касније удала за једног француског доктора 1879. и онда се Ван Генеп са њима преселио у Савоју.
Заинтересован за оријенталну културу, уписао се на Сорбону, али је био разочаран, не проналазећи курсеве који би задовољавали његове интересе. Прво је прешао на школу оријенталних језика, где је учио арапски, а после на престижну Практичну школу напредних студија, где је изучавао филологију, лингвистику, египтологију и оријенталне културе. Увек је био независан од Француске академије и није добијао наставне задатке у својој земљи, упркос угледу стеченом током година.
1909. године објавио је књигу „Обреди прелаза”, чија се садржина довела у центар пажње на почетку 20. века.
Од 1912. до 1915. био је шеф катедре етнологије на Универзитету у Нојсштелу у Швајцарској. Изгубио је катедру због својих изјава о неутралности Швајцарске у Првом светском рату.
Умро је 1957. године у Бур Ла Рену, близу Париза.

## Етнографске и фолклорне студије
Поред проучавања различитих феномена обреда прелаза ( које је проучавао у разним неевропским културама ), Ван Генеп је такође предложио структурну анализу, делећи обреде на три дела: фаза сепарације, маргинализације и агрегације.
Виктор Тарнер је преименовао ове делове на прелиминарни, лиминални и постлиминарни. Оваква подела, и после једног века, се сматра корисном и употребљава. Ван Генеп у обредима препознаје скуп догађаја који се узастопно понављају у времену и простору, који су важни за одређивање структуре односа друштва које их одражава.
После рата почиње да се све више занима за фолклор, од којег постаје један од главних европских стручњака.

## Дела
- Табу и тотемизам на Мадагаскару ( Tabou et totémisme à Madagascar, 1904. )
- Митови и легенде Аустралије ( Mytes et Légendes d′Australie, 1905. )
- Хомерско питање ( La question d′Homère, 1909)
- Обреди прелаза ( Les rites de passage, 1909)
- Фолклор ( Le folklore, 1924)